# Komaki
Komaki (小牧市 Komaki-shi?) este un municipiu din Japonia, prefectura Aichi.

Sanctuarul șintoist Tagata din Komaki este locul de petrecere a festivalului Hōnen Matsuri.